# Prélude pour Aglavaine et Sélysette
Le Prélude pour Aglavaine et Sélysette (H. 10) d'Arthur Honegger est une œuvre orchestrale composée en 1916-1917, la première du catalogue naissant du jeune compositeur, éditée par Salabert.

## Genèse
Arthur Honegger est accepté dans la classe d'orchestre de Vincent d'Indy au Conservatoire de Paris en mars 1916. La plupart des élèves du maître étudient la composition. Il les encourage à écrire des pièces qu'ils pourront diriger eux-mêmes. Honegger se met ainsi à l'écriture de sa première œuvre pour orchestre, basée sur la lecture de la pièce de Maurice Maeterlinck datant de 1896, Aglavaine et Sélysette. En avril 1917, le jeune compositeur apporte la partition au maître qui l'accueille favorablement. 

## Style
L'œuvre est clairement d'inspiration debussyste et de nature pointilliste.

## Structure et analyse
L'œuvre comporte un seul mouvement et son exécution dure environ 6 minutes 45 secondes.

## Discographie
- Louisville Orchestra sous la direction de Jorge Mester, label First Edition ;

### Sources et références
- Pierre Meylan, Honegger, L'Âge d'Homme, 1982, 205 p.

- Marcel Delannoy, Honegger, Pierre Horay, 1953, 250 p.

1. ↑  p. 27

- Jacques Tchamkerten, Arthur Honegger, Papillon, 2005, 261 p.

1. 1 2  p. 25